# Jerzy Tupikowski
Jerzy Tupikowski (ur. 1967 w Radzyniu Podlaskim) – polski duchowny, dr hab. nauk teologicznych, profesor nadzwyczajny Instytutu Filozofii Chrześcijańskiej i Nauk Społecznych i prorektor Papieskiego Wydziału Teologicznego we Wrocławiu.

## Życiorys
W latach 1993–1999 odbył studia filozoficzne i teologiczne w Katolickim Uniwersytet Lubelski Jana Pawła II oraz w Papieskim Wydziale Teologicznym we Wrocławiu, 8 października 1999 obronił pracę doktorską Relacje między światem a Bogiem w ujęciu św. Tomasza z Akwinu i A. N. Whiteheada, 11 czerwca 2010 habilitował się na podstawie pracy zatytułowanej Spór o podstawy teizmu. Racje realnego świata czy kreacja religijnych sensów?. 
Piastuje funkcję profesora nadzwyczajnego w Instytucie Filozofii Chrześcijańskiej i Nauk Społecznych oraz prorektora na Papieskim Wydziale Teologicznym we Wrocławiu.
Był kierownikiem Katedry Historii Filozofii, Instytutu Filozofii Chrześcijańskiej, a także dyrektorem w Instytucie Filozofii Chrześcijańskiej na Papieskim Wydziale Teologicznym we Wrocławiu.
W 2024 został proboszczem parafii pw. św. Jacka na Wrocławiu-Swojczycach.